# Parafia Ducha Świętego w Ełku
Parafia Ducha Świętego w Ełku – parafia rzymskokatolicka należąca do dekanatu Ełk – Matki Bożej Fatimskiej diecezji ełckiej. Została utworzona w 1992 roku. Jest to najliczniejsza parafia w mieście – liczy ok. 8200 wiernych. Obejmuje swoim zasięgiem osiedla Kochanowskiego i Bogdanowicza.
Kościół parafialny budowany od 1998 roku, został konsekrowany 15 maja 2016 roku. Autorem projektu był architekt Andrzej Józef Chwalibóg, a  kierownikiem budowy kościoła – Waldemar Pieńkowski.